# Diploria labyrinthiformis
Diploria labyrinthiformis là một loài san hô trong họ Faviidae. Loài này được Linnaeus mô tả khoa học năm 1758. Được tìm thấy ở miền tây Đại Tây Dương, nó là một loài phổ biến, xuất hiện giống mê cung.

## Hình ảnh

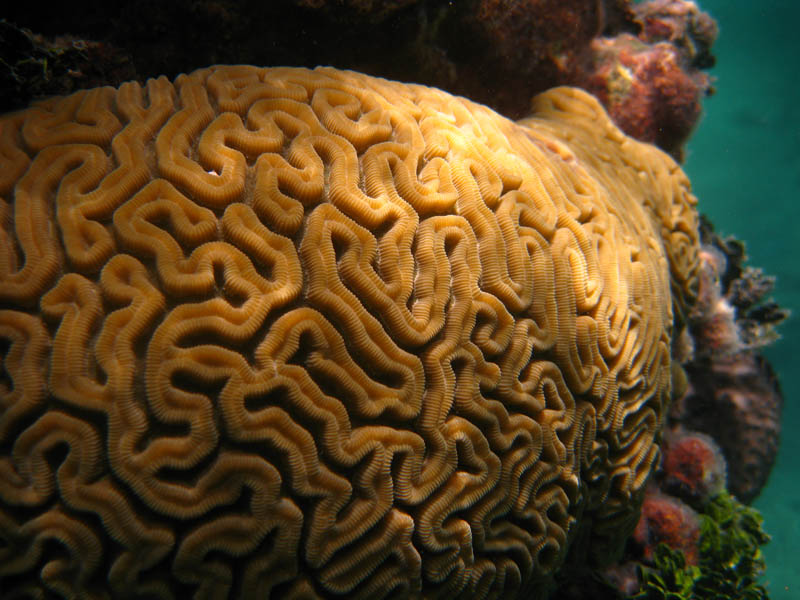
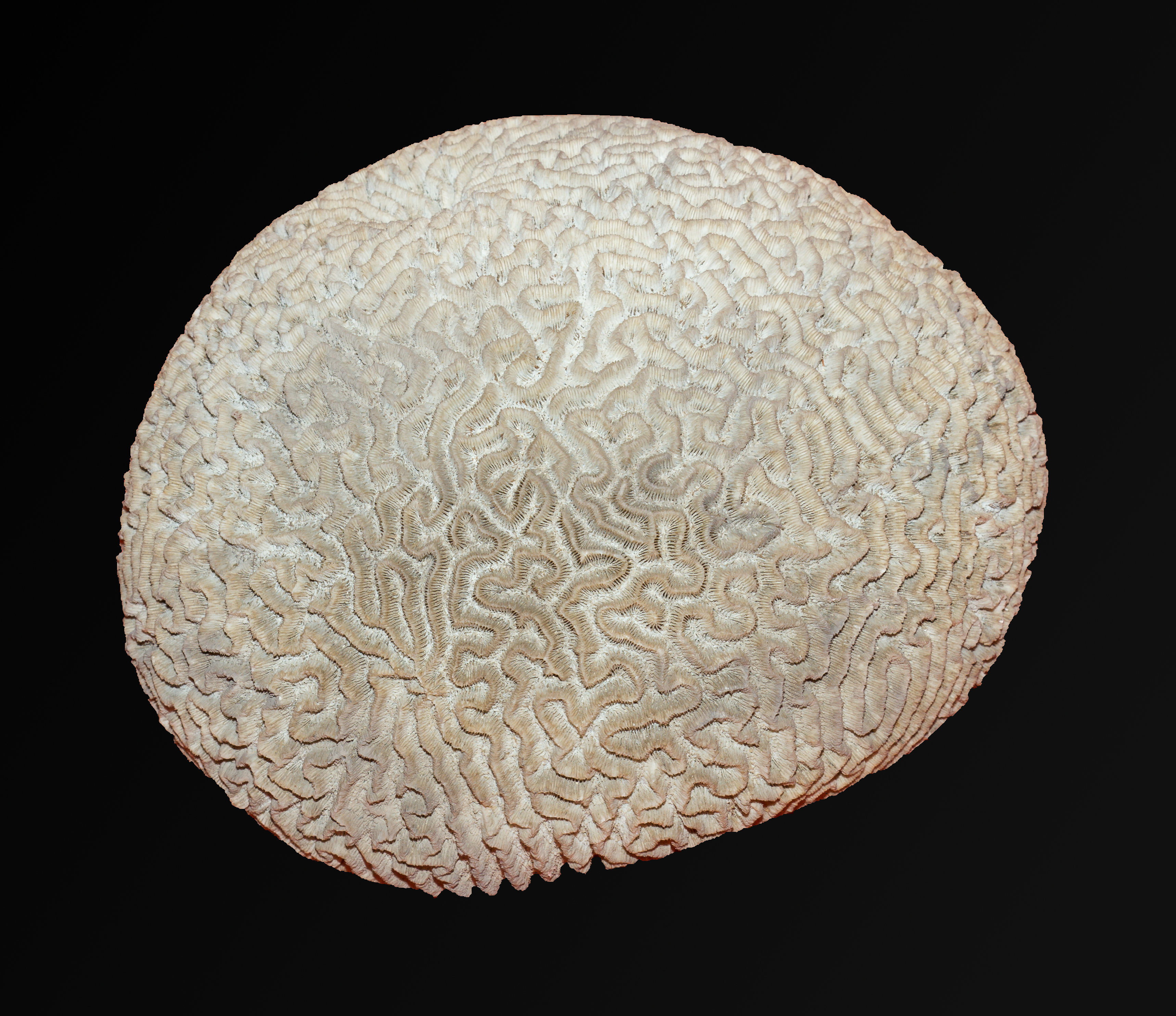
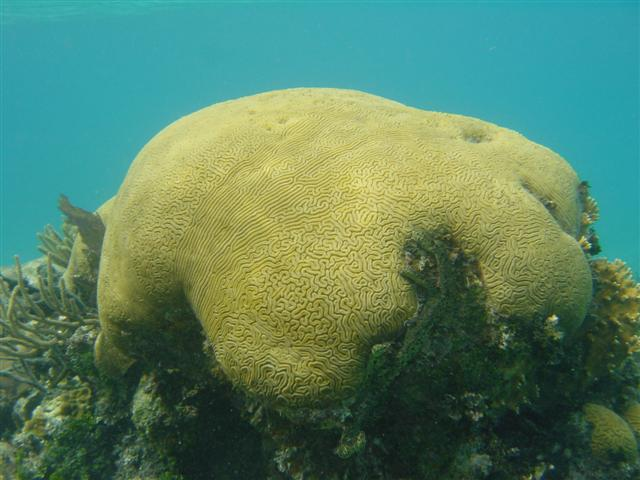
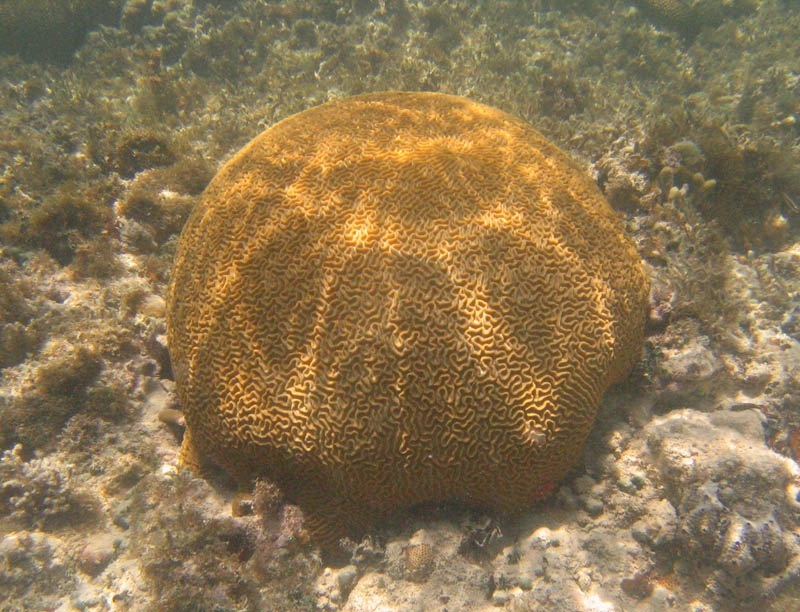